# Dorothy Wilson
Dorothy Harmie Wilson (Minneapolis, 14 novembre 1908 – Lompoc, 7 gennaio 1998) è stata un'attrice statunitense.

## Biografia
Nata nel 1908 a Minneapolis, dopo gli studi si trasferì a Los Angeles, dove trovò lavoro come segretaria nella casa di produzione cinematografica RKO Pictures. Notata dal regista Gregory La Cava, nel 1932 partecipò da protagonista nel film The Age of Consent, con Arline Judge e Richard Cromwell. Lo stesso anno fu scelta fra le quindici "WAMPAS Baby Stars", insieme con Ginger Rogers e Gloria Stuart.
Nel 1936 sposò lo sceneggiatore Lewis R. Foster, conosciuto nel 1934 durante le riprese del film Eight Girls in a Boat, con il quale ebbe due figli. Per dedicarsi a loro lasciò il cinema, ritirandosi con la famiglia in un ranch a Reseda, anche se nel 1938 fece un provino per il ruolo di Melania Hamilton in Via col vento, poi assegnato a Olivia de Havilland, ed eccettuando la breve apparizione, non accreditata, in Whistling in Brooklyn, uscito nel 1943.
Dorothy Wilson morì nel 1998 e fu sepolta accanto al marito nel Forest Lawn Memorial Park di Glendale.

## Riconoscimenti
- WAMPAS Baby Star nel 1932

## Filmografia parziale

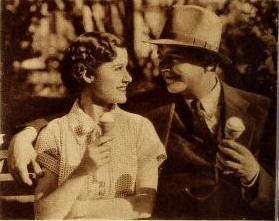
Con James Dunn nel film Bad Boy

- L'età della ragione (The Age of Consent) (1932)
- Gli arditi del cinema (1933)
- Eight Girls in a Boat (1934)
- La valle della sete (1935)
- Gli ultimi giorni di Pompei (1935)
- Circus Shadows (1935)
- Bad Boy (1935)
- In Old Kentucky (1935)
- La via lattea (1936)
- La moglie di Craig (1936)
- Speed to Spare (1937)
- Whistling in Brooklyn (1943)